# أبو خليفة
أبو خليفة إحدى قرى مركز القنطرة غرب التابع لمحافظة الإسماعيلية بجمهورية مصر العربية.